# クリストフ・オノレ
クリストフ・オノレ（Christophe Honoré、1970年4月10日 - ）は、フランス出身の映画監督、作家。

## 来歴
ブルターニュ地域圏のカレ＝プルゲール生まれ。ブルターニュ地方、コート＝ダルモール県にあるロストルナンで少年時代を過ごす。1985年、15歳の時に父逝去。レンヌ第二大学にて文学を、レンヌの映画学校で映画を学ぶ。
1995年パリへ居を移す。同年、ヤングアダルト向けの小説 Tout contre Léoを出版する。当時はタブーとされたエイズ、ホモセクシュアルがテーマであった。その後、カイエ・デュ・シネマをはじめ、様々の雑誌に批評を寄せる。1998年、« Triste moralité du cinéma français »と題した批評が「カイエ」誌に掲載される。この記事において、彼は特に、ロベール・ゲディギャンの『マルセイユの恋』、そしてアンヌ・フォンテーヌの 『ドライ・クリーニング』を批判した。
2004年、ジョルジュ・バタイユの小説を映画化した『ジョルジュ・バタイユ ママン』が公開された。主役にイザベル・ユペール、ルイ・ガレルを配したこの作品は、ヨーロッパで12万5千人、フランス国内では9千人の観客を動員した。
2006年公開の長編映画三作目の『パリの中で』（Dans Paris）は、兄弟愛を中心に描かれた、ヌーヴェルヴァーグの影響を色濃く残した作品である。この作品は同年のカンヌ映画祭・監督週間で上映され、大きな反響を呼んだ。
この成功をもとに撮影されたのが翌2007年公開の『愛のうた、パリ』（Les Chansons d'amour）である。前作の主演俳優ルイ・ガレルに加え、リュディヴィーヌ・サニエ、クロチルド・エムが参加したこの映画は、2007年のカンヌ映画祭にも出品され、好評を博した。ジャック・ドゥミに敬意を表したコメディ・ミュージカル仕立てのこの作品には、随所にゴダール、トリュフォーをはじめとしたヌーヴェルヴァーグの監督たちの作品へのオマージュがちりばめられており、作品自体への賞賛とともに、フランス国内外にオノレ監督の名が知られることとなった。
2008年には『美しいひと』（La Belle personne）が公開された。パリ16区のある高校を舞台に、17世紀にラファイエット夫人によって書かれた小説『クレーヴの奥方』を現代風に翻案した作品である。この作品は、当時大統領であったニコラ・サルコジの発言による「『クレーヴの奥方』事件」に反論するものであった。
2009年公開の映画 Non ma fille, tu n'iras pas danser は、オノレ監督出身のブルターニュ地方を舞台にした作品である。彼の出身地方を舞台にした映画を撮ることはかねてからの願いであり、またこの作品を撮る際、『愛のうた、パリ』で助演女優として名を連ねたキアラ・マストロヤンニを主役に起用することから構想をはじめたという。
2011年に公開された『愛のあしあと』（Les Bien-aimés）は、その年のカンヌ映画祭クロージング作品に選ばれた。
2012年夏、アヴィニョン演劇祭にて新作を発表。ヌーヴォー・ロマンの小説家たちをテーマにした 『ヌーヴォー・ロマン』 （Nouveau Roman） の脚本・演出を手掛ける。オノレ監督のそれまでの映画作品に出演した俳優たち（アナイス・ドゥムースティエ、リュディヴィーヌ・サニエ、ジュリアン・オノレ）を再び起用した。
2013年には指揮者大野和士の依頼で、彼が音楽監督を努めるリヨン国立オペラにてフランシス・プーランクの歌劇『カルメル派修道女の対話』を手掛け、オペラ演出家デビュー。2015年に同じく大野指揮でクロード・ドビュッシーの歌劇『ペレアスとメリザンド』を演出。2016年7月エクサン・プロヴァンス音楽祭ではヴォルフガング・アマデウス・モーツァルトの『コジ・ファン・トゥッテ』に取り組む(リール、香港、エディンバラとの共同制作 )。

## 主な監督作品
- ジョルジュ・バタイユ ママン Ma mère （2004年）
- パリの中で Dans Paris （2006年）
- 愛のうた、パリ Les chansons d'amour （2007年）
- 美しいひと La Belle Personne （2008年）
- 愛のあしあと Les Bien-Aimés （2011年）
- ソーリー・エンジェル  Plaire, aimer et courir vite（2018年）※kino festivalにて上映
- 今宵、212号室で Chambre 212 (2019年）

## 主な脚本作品
- NOVO/ノボ Novo、ジャン＝ピエール・リモザン 監督 （2002年）
- Le Clan (英: 3 Dancing Slaves)、ガエル・モレル 監督 （2004年）
- Après lui 、ガエル・モレル 監督 （2007年）